# 比利·普雷斯頓 (籃球運動員)
小比利·德溫·普雷斯頓（1997年10月26日—）為美國男子籃球運動員，童年幾乎與滑板度過，直到六年級從滑板上跌倒、頭撞到地板，至此母親的長期伴侶以及普雷斯頓的教母決定讓普雷斯頓專注在籃球上，普雷斯頓總共讀過七所高中，高中最後一年就讀橡樹山學院，2016年11月承諾進入堪薩斯大學就讀，但普雷斯頓遲遲未獲得NCAA許可無法替堪薩斯大學出賽，2018年1月與波士尼亞與赫塞哥維納球隊伊戈凱亞完成簽約，但僅出賽三場、總計上場47分鐘就離開了球隊。
2023年9月P. LEAGUE+新北國王宣布與普雷斯頓完成簽約。10月24日，新北國王宣布普雷斯頓離隊。

## 外部連結
- 比利·普雷斯頓在fiba.basketball（英语）
- 比利·普雷斯頓在NBA G聯盟（英语）
- 比利·普雷斯頓在亞得里亞海聯賽（英语）
- 比利·普雷斯頓在P. LEAGUE+
- 比利·普雷斯頓在Basketball-Reference.com（NBA）（英语）
- 比利·普雷斯頓在Basketball-Reference.com（NBA G聯盟）（英语）
- 比利·普雷斯頓在Basketball-Reference.com（國際）（英语）
- 比利·普雷斯頓在Eurobasket.com（球員）（英语）
- 比利·普雷斯頓在RealGM（英语）
- 比利·普雷斯頓在Proballers（英语）
- 比利·普雷斯頓在Flashscore（英语）